# Pseudanthias marcia
Pseudanthias marcia es una especie de peces de la familia Serranidae en el orden de los Perciformes.

## Morfología
Los machos pueden llegar alcanzar los 16 cm de longitud total.

## Hábitat
Es un pez  de mar de clima tropical y asociado a los  arrecifes de coral que vive entre 14-30 m de profundidad.

## Distribución geográfica
Se encuentra en el Golfo de Omán y en la costa suroccidental de Omán.